# Danske Privathospitaler
Danske Privathospitaler (DAPH) er den første landsdækkende kæde af privathospitaler i Danmark, med afdelinger i Esbjerg, Herning, Hørsholm, Århus og senere Aalborg.
Danske Privathospitaler blev grundlagt i 2006 ved fusion af Esbjerg Privathospital, Frederiksborg Klinikken og Privathospitalet Dalgas med afdelinger i Herning og Århus.

## Ekstern henvisning
- Danske Privathospitalers hjemmeside

55°45′53″N 12°35′38″Ø / 55.76463°N 12.59385°Ø